# Farmland
Farmland est une municipalité située dans le comté de Randolph, dans l’État de l'Indiana, aux États-Unis. Lors du recensement de 2020, elle comptait 1 270 habitants.